# Marko Munih
Marko Munih, slovenski dirigent, * 9. januar, 1936, Most na Soči; † 20. julij, 2024, Šempeter pri Gorici.
Na Akademiji za glasbo v Ljubljani je študiral dirigiranje pri Danilu Švari. Diplomiral je leta 1961, izpopolnjeval se je pri mojstru Lovru Matačiču v Frankfurtu. Svojo umetniško pot je začel kot korepetitor v Slovenski filharmoniji, 1963-1971 pa je dirigiral orkestru te ustanove. Od Antona Nanuta je prevzel delo zborovodje v Primorskem akademskem zboru Vinko Vodopivec. Od 1965 do 1975 leta, je bil umetniški vodja in dirigent Akademskega pevskega zbora (APZ) Tone Tomšič, ki ga je popeljal na gostovanja v države Evrope in severne Amerike. Prejel je številne nagrade (1960) študentsko Prešernovo nagrado za dirigiranje Beethovnove sedme simfonije, (1969) nagrado Prešernovega sklada za umetniško vodenje APZ Tone Tomšič, (1983) Betettovo nagrado za poustvarjalnost, (1985) že drugič nagrado Prešernovega sklada za izvedbo slovenskih del z orkestrom Slovenske filharmonije. Od 1971 do 1979 je bil umetniški vodja in dirigent Komornega zbora RTV Slovenija (takrat RTV Ljubljana). V marcu leta 2006 je prevzel umetniško vodstvo goriškega okteta »Vrtnica«. Maja 2011 je postal častni občan Občine Tolmin.
Njegova mati, Karolina Dragica Makarovič, je bila sestrična slovenskega skladatelja Vinka Vodopivca, njegov oče pa priznani ljubiteljski zborovodja Zdravko Munih.